# Сент-Шоттс
Сент-Шоттс (англ. St. Shott's) — містечко в Канаді, у провінції Ньюфаундленд і Лабрадор.

## Населення
За даними перепису 2016 року, містечко нараховувало 66 осіб, показавши скорочення на 18,5%, порівняно з 2011-м роком. Середня густина населення становила 58,4 осіб/км².
З офіційних мов обидвома одночасно не володів жоден з жителів, тільки англійською — 65.
Працездатне населення становило 69,2% усього населення, рівень безробіття — 33,3% (40% серед чоловіків та 0% серед жінок). 88,9% осіб були найманими працівниками, а 0% — самозайнятими.

## Клімат
Середня річна температура становить 5,2°C, середня максимальна – 17,4°C, а середня мінімальна – -7,6°C. Середня річна кількість опадів – 1 586 мм.
| Клімат поселення                              | Клімат поселення | Клімат поселення | Клімат поселення | Клімат поселення | Клімат поселення | Клімат поселення | Клімат поселення | Клімат поселення | Клімат поселення | Клімат поселення | Клімат поселення | Клімат поселення | Клімат поселення |
| Показник                                      | Січ.             | Лют.             | Бер.             | Квіт.            | Трав.            | Черв.            | Лип.             | Серп.            | Вер.             | Жовт.            | Лист.            | Груд.            |                  |
| Середній максимум, °C                         | 0,99             | 0,26             | 2,47             | 6,39             | 10,17            | 13,79            | 15,83            | 17,41            | 15,79            | 11,24            | 6,96             | 2,72             |                  |
| Середня температура, °C                       | −2,93            | −3,68            | −1,45            | 2,47             | 6,25             | 9,86             | 12,76            | 14,33            | 12,72            | 8,17             | 3,88             | −0,35            |                  |
| Середній мінімум, °C                          | −6,85            | −7,61            | −5,38            | −1,46            | 2,32             | 5,95             | 9,68             | 11,26            | 9,63             | 5,10             | 0,82             | −3,41            |                  |
| Норма опадів, мм                              | 156              | 118              | 132              | 121              | 114              | 138              | 123              | 114              | 140              | 146              | 147              | 137              |                  |
| Середньомісячна швидкість вітру, м/с          | 9.03             | 7.87             | 7.40             | 6.79             | 5.94             | 5.38             | 5.17             | 5.33             | 6.05             | 7.06             | 7.91             | 8.66             |                  |
| Середньомісячна сонячна радіація, кДж/м²·день | 3936             | 6701             | 10703            | 14134            | 17302            | 19069            | 18764            | 16228            | 12411            | 7489             | 4325             | 3220             |                  |
| --------------------------------------------- | ---------------- | ---------------- | ---------------- | ---------------- | ---------------- | ---------------- | ---------------- | ---------------- | ---------------- | ---------------- | ---------------- | ---------------- | ---------------- |
| Джерело:                                      |                  |                  |                  |                  |                  |                  |                  |                  |                  |                  |                  |                  |                  |